# Недосегаемите (сериал, 1993)
Вижте пояснителната страница за други значения на Недосегаемите.
„Недосегаемите“ (на английски: The Untouchables) е американски драматичен сериал, описващ работата и живота на федералния разследващ отряд със същото име по време на Сухия режим в Чикаго и усилията му срещу опитите на Ал Капоне да печели от контрабанда на алкохол.
В сериала, базиран на сериала от 1959 г. и филма от 1987 г., участват Том Амандес в ролята на Елиът Нес и Уилям Форсайт в ролята на Ал Капоне.

## Актьорски състав
| Актьор             | Персонаж              |
| ------------------ | --------------------- |
| Том Амандес        | Агент Елиът Нес       |
| Уилям Форсайт      | Ал Капоне             |
| Джон Рис-Дейвис    | Агент Майкъл Малоун   |
| Пол Реджина        | Франк Нити            |
| Дейвид Джейм Елиът | Агент Пол Робинс      |
| Джон Хеймс Нютън   | Агент Тони Пагано     |
| Майкъл Хорс        | Агент Джордж Стийлман |

## „Недосегаемите“ в България
В България сериалът е излъчен около 1996 г. по Канал 1 и е озвучен на български. На 9 октомври 2000 г. започва повторно излъчване и завършва на 7 декември. В дублажа участват Татяна Захова, Пламен Захов и Силви Стоицов.
На 25 декември 2015 г. започва излъчване по CBS Drama със субтитри на български, всеки делник от 20:20 с повторение от 12:50.